# Pericnemis triangularis
Pericnemis triangularis là một loài chuồn chuồn kim trong họ Coenagrionidae.
Loài này nằm trong danh mục sách đỏ của IUCN năm 2007.
Pericnemis triangularis được Laidlaw miêu tả khoa học năm 1931.